# أوغي وولف
أوغي وولف (بالإنجليزية: Augie Wolf)‏ هو منافس ألعاب قوى أمريكي، ولد في 3 سبتمبر 1961.

## وصلات خارجية
- أوغي وولف على موقع الاتحاد الدولي لألعاب القوى (الإنجليزية)
- أوغي وولف على موقع أوليمبيديا (الإنجليزية)